# Henry Jenkins
Henry Jenkins és degà de Comunicació, Periodisme i Arts Cinematogràfiques de la Universitat de Califòrnia del Sud. Ha escrit i editat més d'una dotzena de llibres sobre mitjans i cultura popular, incloent Convergence Culture: Where Old and New Media Collide (2006). Les seves altres obres publicades reflecteixen l'amplitud del seu interès per la recerca, que va de la democràcia i els nous mitjans a “el factor destacat” de la cultura popular, les comunitats de fans de la ciència-ficció i la història dels films de comèdia. Com un dels primers erudits en l'àmbit dels mitjans de comunicació a traçar el rol canviant de l'audiència en un context de continguts digitals cada vegada més dominants, Jenkins ha entès els efectes dels mitjans participatius en la societat, la política i la cultura. La seva recerca proporciona informacions clau de l'èxit dels llocs web de networking social, jocs d'ordinador en xarxa, comunitats de fans en línia i altres organitzacions de defensa, així com outlets de mitjans de notícies emergents. Abans d'afegir-se a USC, Jenkins va treballar gairebé dues dècades al Massachusetts Institute of Technology com a professor Peter de Florez d'Humanitats. Mentre hi treballava, va dirigir el programa de grau per a graduats del MIT Comparative Media Studies del 1999 al 2009, i va crear una innovadora agenda de recerca en una època de canvis fonamentals en la comunicació, el periodisme i l'entreteniment.